# マーチングバンド・バトントワーリング全国大会
マーチングバンド・バトントワーリング全国大会（マーチングバンド・バトントワーリングぜんこくたいかい、 Japan Marchingband Batontwirling Contest）は、日本マーチングバンド・バトントワーリング協会が主催し、毎年12月から翌年1月に開催されるマーチングとバトントワリングのコンテストである。
2013年(平成25年)4月1日にバトントワーリングの管轄が「日本バトン協会」(日本スポーツバトン協会との合併による新組織）へと移り、日本マーチングバンド・バトントワーリング協会は名称を「一般社団法人 日本マーチングバンド協会」へと変更。これに伴い、同年度から「マーチングバンド・バトントワリング全国大会」は日本マーチングバンド協会主催の「マーチングバンド全国大会」と日本バトン協会主催の「バトントワーリング全国大会」に、それぞれ分離・改称され、開催を継続している。
2022年度をもち50周年を迎えた。

## 概要

### カテゴリー
- マーチングバンド部門
  - 幼保の部（人数制限なし）
  - 小学生の部（小編成：指揮者を含め50名以内）
  - 小学生の部（大編成：指揮者を含め51名以上）
  - 中学生の部（小編成：指揮者を含め54名以内）
  - 中学生の部（大編成：指揮者を含め55名以上）
  - 高等学校の部（小編成：指揮者を含め54名以内）
  - 高等学校の部（中編成：指揮者を含め55名以上90名以内）
  - 高等学校の部（大編成：指揮者を含め91名以上）
  - 一般の部（小編成：指揮者を含め54名以内）
  - 一般の部（大編成：指揮者を含め55名以上）
- バトントワーリング部門
  - 小学生の部（小編成：4～23名以内）
  - 小学生の部（大編成：24名以上）
  - 中学生の部（小編成：4～19名以内）
  - 中学生の部（大編成：20名以上）
  - 高等学校の部・バトン編成（小編成：4～17名以内）
  - 高等学校の部・バトン編成（大編成：18名以上）
  - 高等学校の部・ポンポン編成（小編成：4～19名以内）
  - 高等学校の部・ポンポン編成（大編成：20名以上）
  - 一般の部（4名以上）
- カラーガード部門：人数制限なし

### 参加条件
参加するには、所定の日に日本マーチングバンド・バトントワーリング協会に加盟登録しており、各支部からの推薦を受け、かつ所定の期日までに参加手続きを済ませていることが条件である。

### 計時・タイム
マーチングバンド部門の計時は、構成メンバー・登録引率者・搬入搬出補助員、もしくは楽器・器物のいずれかが最初に入場ラインを越えた時点から、全員が見なし退場ラインを越えるまでの一括計時とし、
小学生・中学生の部:8分以内 
高等学校・一般の部:9分30秒以内とする。
入場開始後1分間は演奏演技を開始できず、1分間以降に演奏演技を開始可能となる。

バトントワーリング部門は小学生・中学生は4分以内（うち審査時間は3分±15秒）、高等学校・一般は4分30秒以内（うち審査時間は3分30秒±15秒）。カラーガード部門は5分以内。

### 審査・審判
マーチングバンド部門における審判員は、小学生・中学生については審査委員長1名の下に8名置き、演奏の技術・動きの技術・全体的効果を総合的に審査する。高等学校・一般は審査委員長1名の下に7名置き、音楽効果を2名・視覚効果を2名・管楽器の技術を1名・打楽器の技術を1名・動きの技術を1名で、それぞれ審査する。また、7名の審査員とは別に得点に反映されないカラーガードの講評者を1名置く。審判員は、人数・編成・時間・器物・事故を1名（審判長）が、フロアー・入退場・時間・器物・事故を2名が、それぞれ審判する。
バトントワーリング部門における審判員は、小学生・中学生については審査委員長1名の下に7名、高等学校・一般は審査委員長1名の下に9名をそれぞれ置く。審判員は2名置く。
カラーガード部門における審判員は5名置き、ステージング・エンターテインメント・カラーガード・ボディーワーク・全体的効果を各1名で審査する。

### 成績判定
マーチングバンド部門について、小学生・中学生は内規に基づいて成績を判定し、金賞・銀賞・銅賞のいずれかの賞が贈られるとともに、中学生については小編成・大編成の各最上位団体に編成別最優秀賞が贈られる。高等学校は内規に基づいて編成別に成績を判定し、金賞・銀賞・銅賞のいずれかの賞が贈られるとともに、小編成・中編成・大編成の各最上位団体に編成別最優秀賞が贈られる。そして、小・中・大の各編成別最優秀団体の中からグランプリが選ばれ、文部科学大臣賞が授与される（ほとんどの場合、大編成の最優秀団体がグランプリに選ばれる）。一般は内規に基づいて成績を判定し、金賞・銀賞・銅賞のいずれかの賞が贈られるとともに、小編成・大編成の各最上位団体に編成別最優秀賞が贈られる。また、点数の最も高い団体をグランプリとし、賞状とグランプリ旗が授与される。なお、高等学校・一般において2年連続でグランプリを受賞した団体は、翌年の全国大会に招待され、特別演奏を披露する栄誉が与えられる。
バトントワーリング部門について、小学生・中学生は内規に基づいて成績を判定し、金賞・銀賞・銅賞のいずれかの賞が贈られるとともに、中学生については小編成・大編成の各上位団体に編成別最優秀賞が贈られる。高等学校は内規に基づいて編成別に成績を判定し、金賞・銀賞・銅賞のいずれかの賞が贈られるとともに、ポンポン（小編成・大編成）・バトン（小編成・大編成）の各上位団体に人数編成別最優秀賞が贈られる。さらに人数編成別最優秀団体の中から手具別最優秀賞が選ばれる。そして、手具別最優秀団体の中からグランプリが選ばれ、文部科学大臣賞が授与される。一般は内規に基づいて成績を判定し、手具別の第1位の団体の中から審査員の投票でグランプリが決まり、内閣総理大臣賞が授与される。なお、高等学校・一般において2年連続でグランプリを受賞した団体は、翌年の全国大会に招待され、特別演技を披露する栄誉が与えられる。
カラーガード部門について、全出場団体の得点に応じ、金賞・銀賞・銅賞のいずれかの賞が贈られる。

### 予選
参加団体はまず、都府県予選に参加する。審査のうえ代表が決められ、上位大会である支部大会（北海道・東北・関東・北陸・東海・関西・中国・四国・九州）へと進み、そこで審査のうえ代表権を得ると全国大会へと進む。なお、北海道は道央道北・道南・道西・道東の各地区予選から北海道大会へ進む。また、愛知は愛知名古屋・愛知三河の各地区予選から東海大会へ進む。熊本を始めとする出場校が極端に少ない県は県予選が無く、そのまま支部大会へと進む。沖縄の場合は単独で支部を構成しているので、沖縄予選を勝ち抜くと全国大会へ進む。

## 開催会場・期日一覧

### マーチングバンド全国大会（第1回 - 第6回・1973年 - 1978年）
| 回 年度        | 日程                 | 会場           | 部門                | グランプリ団体 MB：マーチングバンド部門 BT：バトントワリング部門                                                            |
| -------------- | -------------------- | -------------- | ------------------- | --- |
| 第1回 1973年度 | 1973年12月23日（日） | 東京体育館     |                     | ・賛助団体 海上自衛隊東京音楽隊 陸上自衛隊第1師団音楽隊 警視庁音楽隊                                                        |
| 第2回 1974年度 | 1975年1月19日（日）  | 東京体育館     |                     | ・賛助団体 警視庁音楽隊 |
| 第3回 1975年度 | 1976年1月18日（日）  | 東京体育館     |                     | この回より高等学校コンテスト開始 ・特別出演 松阪市高等学校合同マーチングバンド ・賛助団体 警視庁音楽隊 警視庁婦人警察官鼓隊 |
| 第4回 1976年度 | 1977年1月16日（日）  | 東京体育館     |                     | ・賛助団体 警視庁音楽隊 警視庁婦人警察官鼓隊                                                                                |
| 第5回 1977年度 | 1977年6月12日（日）  | 横浜文化体育館 | 高等学校 コンテスト | ・グランプリ （MB）関東学院ブラスアカデミー （BT）PL学園バトンチーム                                                        |
| 第5回 1977年度 | 1978年2月5日（日）   | 東京体育館     |                     | ・賛助団体 警視庁音楽隊 警視庁婦人警察官鼓隊                                                                                |
| 第6回 1978年度 | 1978年6月25日（日）  | 横浜文化体育館 | 高等学校 コンテスト | ・グランプリ （MB）関東学院マーチングバンド （BT）PL学園バトンチーム                                                        |
| 第6回 1978年度 | 1979年2月12日（日）  | 横浜文化体育館 |                     | ・賛助団体 神奈川県警察音楽隊 海上自衛隊東京音楽隊 シルバー・アロー ゴールデン・バンガーズ Miss Sandy Bellevue              |

### マーチングバンド・バトントワリング全国大会（第7回 - 第32回・1979年 - 2005年）
| 回 年度         | 日程                 | 会場                               | 部門                                                            | グランプリ団体 MB：マーチングバンド部門 BT：バトントワリング部門 |
| --------------- | -------------------- | ---------------------------------- | --------------------------------------------------------------- | --- |
| 第7回 1979年度  | 1980年1月13日（日）  | 日本武道館                         |                                                                 | ・賛助団体 山根恵美子 神奈川県警察音楽隊 トッパン・ムーア中央吹奏音楽隊 ・高等学校グランプリ （MB）天理教校附属高等学校 （BT）PL学園バトンチーム |
| 第8回 1980年度  | 1981年1月18日（日）  | 日本武道館                         |                                                                 | ・賛助団体 トッパン・ムーア中央吹奏音楽隊 ・高等学校グランプリ （MB）天理教校附属高等学校マーチングバンド （MB）PL学園マーチングバンド （BT）PL学園バトンチーム |
| 第9回 1981年度  | 1982年1月17日（日）  | 日本武道館                         |                                                                 | ・賛助団体 東京実業高等学校吹奏楽部 ・高等学校グランプリ （MB）PL学園マーチングバンド （BT）PL学園バトンチーム |
| 第10回 1982年度 | 1983年1月23日（日）  | 日本武道館                         |                                                                 | ・賛助団体 YOKOHAMA BLAZING BRASS 創価学会富士吹奏楽団 ・高等学校グランプリ （MB）天理教校附属高等学校マーチングバンド （BT）PL学園バトンチーム |
| 第11回 1983年度 | 1984年1月16日（日）  | 日本武道館                         |                                                                 | ・賛助団体 日本ビューグルバンド 太田市マーチングバンド ・高等学校グランプリ （MB）天理教校附属高等学校マーチングバンド （BT）PL学園バトンチーム |
| 第12回 1984年度 | 1985年1月6日（日）   | 日本武道館                         |                                                                 | この回より2年連続でグランプリを受賞した団体の招待演奏を開始 ・賛助団体 日本ビューグルバンド 静岡県立浜松商業高等学校吹奏楽部 ・特別出演 （MB）天理教校附属高等学校マーチングバンド （BT）PL学園バトンチーム The Redlands Terrier Marching Band ・高等学校グランプリ （MB）PL学園マーチングバンド （BT）愛知淑徳高等学校                                                                           |
| 第13回 1985年度 | 1986年1月18日（土）  | 日本武道館                         | 高等学校 コンテスト                                             | この回より高等学校コンテストを土曜日に開催 グランプリ （MB）天理教校附属高等学校マーチングバンド （BT）PL学園バトンチーム |
| 第13回 1985年度 | 1986年1月19日（日）  | 日本武道館                         |                                                                 | ・賛助団体 日本ビューグルバンド 静岡県立浜松商業高等学校吹奏楽部 |
| 第14回 1986年度 | 1987年1月17日（土）  | 日本武道館                         | 高等学校 コンテスト                                             | グランプリ （MB）天理教校附属高等学校マーチングバンド （BT）PL学園バトンチーム |
| 第14回 1986年度 | 1987年1月18日（日）  | 日本武道館                         |                                                                 | ・賛助団体 東京消防庁音楽隊 Riverside Community College Marching Tiger Band |
| 第15回 1987年度 | 1988年1月16日（土）  | 日本武道館                         | 高等学校 コンテスト                                             | ・特別出演 （MB）天理教校附属高等学校マーチングバンド （BT）PL学園バトンチーム ・グランプリ （MB）関東学院マーチングバンド （BT）関市立関商工高等学校バトントワリング部 |
| 第15回 1987年度 | 1988年1月17日（日）  | 日本武道館                         |                                                                 | ・賛助団体 創価大学ロイヤルキルティーズDrum & Bugle Corps 玉川学園高等部吹奏楽部 |
| 第16回 1988年度 | 1989年1月21日（土）  | 日本武道館                         |                                                                 | ・賛助団体 綜合警備保障株式会社女子儀仗隊 静岡県立浜松高等学校吹奏楽団 |
| 第16回 1988年度 | 1989年1月22日（日）  | 日本武道館                         | 高等学校 コンテスト                                             | グランプリ （MB）東京実業高等学校“PHOENIX REGIMENT” （BT）PL学園バトンチーム |
| 第17回 1989年度 | 1990年1月20日（土）  | 日本武道館                         | 高等学校 コンテスト                                             | この回より高等学校コンテストのグランプリ団体に文部大臣杯（第28回以降は文部科学大臣杯）を授与 ・特別出演 綜合警備保障株式会社女子儀仗隊 ・グランプリ （MB）天理教校附属高等学校マーチングバンド （BT）PL学園バトンチーム |
| 第17回 1989年度 | 1990年1月21日（日）  | 日本武道館                         |                                                                 | ・賛助団体 綜合警備保障株式会社女子儀仗隊 宜野湾市立嘉数中学校吹奏楽部 |
| 第18回 1990年度 | 1991年1月19日（土）  | 名古屋市総合体育館レインボーホール | 高等学校 コンテスト                                             | ・特別出演 綜合警備保障株式会社女子儀仗隊 ・グランプリ （MB）天理教校附属高等学校マーチングバンド （BT）山陽女子高等学校バトントワリング部 |
| 第18回 1990年度 | 1991年1月20日（日）  | 名古屋市総合体育館レインボーホール |                                                                 | この回より一般の部の最優秀団体にグランプリ・内閣総理大臣杯を授与 ・賛助団体 綜合警備保障株式会社女子儀仗隊 第11回世界バトントワリング選手権 日本代表選手団 ・一般の部 内閣総理大臣杯 （MB）YOKOHAMA INSPIRES Sr.Drum & Bugle Corps （BT）ナゴヤ ゴールデン トワラーズ |
| 第19回 1991年度 | 1992年1月18日（土）  | 日本武道館                         | 高等学校 コンテスト                                             | ・特別出演 綜合警備保障株式会社女子儀仗隊 （MB）天理教校附属高等学校マーチングバンド ・グランプリ （MB）梅村学園（三重高校・松阪女子高校）マーチングバンド （BT）PL学園バトンチーム |
| 第19回 1991年度 | 1992年1月19日（日）  | 日本武道館                         |                                                                 | ・賛助団体 綜合警備保障株式会社女子儀仗隊 ・一般の部 内閣総理大臣杯 （MB）YOKOHAMA INSPIRES Sr.Drum & Bugle Corps （BT）高山アイコバトンスタジオ |
| 第20回 1992年度 | 1993年1月16日（土）  | 日本武道館                         | 高等学校 コンテスト                                             | ・特別出演 綜合警備保障株式会社女子儀仗隊 R.C.C “MARCHING TIGERS” ・グランプリ （MB）関東学院中・高等学校マーチングバンド （BT）PL学園バトンチーム |
| 第20回 1992年度 | 1993年1月17日（日）  | 日本武道館                         |                                                                 | ・賛助団体 綜合警備保障株式会社女子儀仗隊 R.C.C “MARCHING TIGERS” ・一般の部 内閣総理大臣杯 （MB）YOKOHAMA INSPIRES Sr.Drum & Bugle Corps （BT）水野啓子バトンスクール |
| 第21回 1993年度 | 1994年1月22日（土）  | 日本武道館                         | 高等学校 コンテスト                                             | ・特別出演 綜合警備保障株式会社女子儀仗隊 （BT）PL学園バトンチーム ・グランプリ （MB）沖縄県立西原高等学校マーチングバンド （BT）山陽女子高等学校バトントワリング部 |
| 第21回 1993年度 | 1994年1月23日（日）  | 日本武道館                         |                                                                 | ・賛助団体 綜合警備保障株式会社女子儀仗隊 ・一般の部 内閣総理大臣杯 （MB）創価学会富士吹奏楽団 （BT）杉浦紀子バトンスタジオ |
| 第22回 1994年度 | 1995年1月21日（土）  | 日本武道館                         | 高等学校 コンテスト                                             | ・特別出演 綜合警備保障株式会社女子儀仗隊 ・グランプリ （MB）天理教校附属高等学校マーチングバンド （BT）PL学園高等学校バトンチーム |
| 第22回 1994年度 | 1995年1月22日（日）  | 日本武道館                         |                                                                 | ・賛助団体 綜合警備保障株式会社女子儀仗隊 ・一般の部 内閣総理大臣杯 （MB）創価ルネサンスバンガード （BT）高山アイコバトンスタジオ |
| 第23回 1995年度 | 1996年1月21日（土）  | 日本武道館                         | 高等学校 コンテスト                                             | ・特別出演 綜合警備保障株式会社女子儀仗隊 ・グランプリ （MB）天理教校附属高等学校マーチングバンド （BT）PL学園高等学校バトンチーム |
| 第23回 1995年度 | 1996年1月22日（日）  | 日本武道館                         |                                                                 | この回より一般の部はフェスティバルからコンテストへ移行 ・賛助団体 綜合警備保障株式会社女子儀仗隊 ・一般の部 内閣総理大臣杯 （MB）創価ルネサンスバンガード （BT）杉浦紀子バトンスタジオ |
| 第24回 1996年度 | 1997年1月18日（土）  | 日本武道館                         | 高等学校 コンテスト                                             | ・特別出演 綜合警備保障株式会社女子儀仗隊 （MB）天理教校附属高等学校マーチングバンド （BT）PL学園高等学校バトンチーム ・グランプリ （MB）精華女子高等学校吹奏楽部 （BT）山陽女子高等学校バトントワリング部 |
| 第24回 1996年度 | 1997年1月19日（日）  | 日本武道館                         |                                                                 | ・賛助団体 綜合警備保障株式会社女子儀仗隊 ・一般の部 内閣総理大臣杯 （MB）創価ルネサンスバンガード （BT）杉浦紀子バトンスタジオ |
| 第25回 1997年度 | 1997年11月22日（土） | グリーンドーム前橋                 | 小学校 中学校 ジュニア一般                                      | ・賛助団体 高崎商科短期大学附属高等学校マーチングバンド |
| 第25回 1997年度 | 1997年11月23日（日） | グリーンドーム前橋                 | 小学校 中学校 ジュニア一般                                      | ・賛助団体 高崎商科短期大学附属高等学校マーチングバンド |
| 第25回 1997年度 | 1998年1月17日（土）  | 日本武道館                         | 高等学校                                                        | |
| 第25回 1997年度 | 1998年1月18日（日）  | 日本武道館                         | ・一般 ・グランプリ戦 （高・一）                                | ・賛助団体 綜合警備保障株式会社女子儀仗隊 ・高等学校グランプリ （MB）茨城県立大洗高等学校マーチングバンド“BLUE HAWKS” （BT）PL学園高等学校バトンチーム ・一般の部 内閣総理大臣杯 （MB）天理教愛町分教会吹奏楽団 （BT）杉浦紀子バトンスタジオ |
| 第26回 1998年度 | 1999年1月16日（土）  | 日本武道館                         | 中学校 高等学校                                                 | ・エキジビジョン AIMACHI ・ゲスト 綜合警備保障株式会社女子儀仗隊 ・セレモニーバンド 日本ビューグルバンド ・高等学校グランプリ （MB）天理教校附属高等学校マーチングバンド （BT）PL学園高等学校バトンチーム |
| 第26回 1998年度 | 1999年1月17日（日）  | 日本武道館                         | 小学校 一般                                                     | ・特別出演 綜合警備保障株式会社女子儀仗隊 ・エキジビジョン 山陽女子高等学校マーチングバンド部 ・セレモニーバンド 日本ビューグルバンド ・一般の部 内閣総理大臣杯 （MB）創価ルネサンスバンガード （BT）立命館大学立命館バトンチーム |
| 第27回 1999年度 | 2000年1月22日（土）  | 日本武道館                         | 中学校 高等学校                                                 | ・エキジビジョン AIMACHI ・ゲスト （BT）PL学園高等学校バトンチーム ・高等学校グランプリ （MB）沖縄県立西原高等学校マーチングバンド （BT）東京成徳大学高等学校バトンチーム |
| 第27回 1999年度 | 2000年1月23日（日）  | 日本武道館                         | 小学校 一般                                                     | ・エキジビジョン 山陽女子高等学校マーチングバンド部 ・一般の部 内閣総理大臣杯 （MB）天理教愛町分教会吹奏楽団 （BT）水野啓子バトンスクール |
| 第28回 2000年度 | 2001年1月6日（土）   | 日本武道館                         | 中学校 高等学校                                                 | ・エキジビジョン 創価学会富士鼓笛隊カラーガードチーム ・高等学校グランプリ （MB）沖縄県立西原高等学校マーチングバンド （BT）PL学園高等学校バトンチーム |
| 第28回 2000年度 | 2001年1月7日（日）   | 日本武道館                         | 小学校 一般                                                     | ・一般の部 内閣総理大臣杯 （MB）天理教愛町分教会吹奏楽団 （BT）高山アイコバトンスタジオTWIRL i |
| 第29回 2001年度 | 2002年1月13日（日）  | 東京ベイNKホール                   | トワリング                                                      | ・高等学校グランプリ （BT）PL学園高等学校バトンチーム ・一般の部 内閣総理大臣杯 （BT）水野啓子バトンスクール |
| 第29回 2001年度 | 2002年1月19日（土）  | 日本武道館                         | マーチングバンド （中・高）                                     | ・特別出演 （MB）沖縄県立西原高等学校マーチングバンド ・高等学校グランプリ （MB）関東学院マーチングバンド |
| 第29回 2001年度 | 2002年1月20日（日）  | 日本武道館                         | マーチングバンド （小・一）                                     | ・特別出演 （MB）天理教愛町分教会吹奏楽団 ・一般の部 内閣総理大臣杯 （MB）創価ルネサンスバンガード |
| 第30回 2002年度 | 2003年1月12日（日）  | 東京ベイNKホール                   | トワリング                                                      | ・エキジビジョン （BT）PL学園高等学校バトンチーム 第27回全日本バトントワリング選手権 グランドチャンピオン 稲垣正司（ソロトワール・トゥーバトン） 高橋典子（ダンストワール） 木村朱美（ソロストラット） 野田早弥香・久保絵里香（ペア） 綜合警備保障株式会社女子儀仗隊ビバーチェ ・高等学校グランプリ （BT）大分東明高等学校バトントワラーズ ・一般の部 内閣総理大臣杯 （BT）水野啓子バトンスクール |
| 第30回 2002年度 | 2003年1月18日（土）  | 日本武道館                         | マーチングバンド （中・高）                                     | ・エキジビジョン 綜合警備保障株式会社女子儀仗隊ビバーチェ ・高等学校グランプリ （MB）関東学院マーチングバンド |
| 第30回 2002年度 | 2003年1月19日（日）  | 日本武道館                         | マーチングバンド （小・一）                                     | ・エキジビジョン 綜合警備保障株式会社女子儀仗隊ビバーチェ ・一般の部 内閣総理大臣杯 （MB）天理教愛町分教会吹奏楽団 |
| 第31回 2003年度 | 2003年12月20日（土） | さいたまスーパーアリーナ           | マーチングバンド（中） トワリング（高）                         | ・特別出演 第24回世界バトントワリング選手権大会金賞受賞選手 藤井結・酒井智美（ジュニア・ペアチャンピオン） 駒田圭佑（男子ジュニアチャンピオン） 泉春花（女子ジュニアチャンピオン） 綜合警備保障株式会社女子儀仗隊ビバーチェ ・高等学校グランプリ （BT）PL学園高等学校バトンチーム |
| 第31回 2003年度 | 2003年12月21日（日） | さいたまスーパーアリーナ           | マーチングバンド（高） トワリング（中）                         | ・特別出演 （MB）関東学院マーチングバンド 第24回世界バトントワリング選手権大会金賞受賞選手 藤井結・酒井智美（ジュニア・ペアチャンピオン） 駒田圭佑（男子ジュニアチャンピオン） 泉春花（女子ジュニアチャンピオン） 綜合警備保障株式会社女子儀仗隊ビバーチェ ・高等学校グランプリ （MB）沖縄県立西原高等学校マーチングバンド                                                                        |
| 第31回 2003年度 | 2004年1月17日（土）  | 日本武道館                         | マーチングバンド（小） トワリング（小） カラーガード            | ・特別出演 第24回世界バトントワリング選手権大会金賞受賞選手 前ゆうき・前ゆうみ（シニア・ペアチャンピオン） 稲垣正司（男子シニアチャンピオン） 綜合警備保障株式会社女子儀仗隊ビバーチェ ・高等学校グランプリ （BT）PL学園高等学校バトンチーム |
| 第31回 2003年度 | 2004年1月18日（日）  | 日本武道館                         | マーチングバンド（一） トワリング（一）                         | ・特別出演 （BT）水野啓子バトンスクール 第24回世界バトントワリング選手権大会金賞受賞選手 前ゆうき・前ゆうみ（シニア・ペアチャンピオン） 稲垣正司（男子シニアチャンピオン） 綜合警備保障株式会社女子儀仗隊・ビバーチェ ・一般の部 内閣総理大臣杯 （MB）創価ルネサンスバンガード （BT）立命館大学立命館バトンチーム                                                                                 |
| 第32回 2004年度 | 2004年12月18日（土） | さいたまスーパーアリーナ           | マーチングバンド（中） トワリング（高）                         | ・特別出演 綜合警備保障株式会社女子儀仗ビバーチェ ・高等学校グランプリ （BT）PL学園高等学校バトンチーム |
| 第32回 2004年度 | 2004年12月19日（日） | さいたまスーパーアリーナ           | マーチングバンド（高） トワリング（中） グランプリ戦 （MB・高） | ・特別出演 第25回世界バトントワリング選手権大会金賞受賞選手 駒田圭佑（男子ジュニアチャンピオン） 西垣知枝（女子ジュニアチャンピオン） 稲垣正司（男子シニアチャンピオン） 綜合警備保障株式会社女子儀仗隊ビバーチェ ・高等学校グランプリ （MB）沖縄県立西原高等学校マーチングバンド |
| 第32回 2004年度 | 2005年1月15日（土）  | 日本武道館                         | マーチングバンド （小・幼保） トワリング（小） カラーガード     | ・特別出演 綜合警備保障株式会社女子儀仗隊ビバーチェ |
| 第32回 2004年度 | 2005年1月16日（日）  | 日本武道館                         | マーチングバンド （一・幼保） トワリング（一）                  | ・特別出演 第25回世界バトントワリング選手権大会金賞受賞選手 稲垣正司・橘千春（シニア・ペアチャンピオン） 本庄千穂（女子シニアチャンピオン） 綜合警備保障株式会社女子儀仗隊ビバーチェ ・一般の部 内閣総理大臣杯 （MB）創価ルネサンスバンガード （BT）立命館大学立命館バトンチーム |

### マーチングバンド・バトントワーリング全国大会（第33回 - 第41回・2006年 - 2012年）
| 回 年度         | 日程                 | 会場                     | 部門                                                                  | グランプリ団体 MB：マーチングバンド部門 BT：バトントワリング部門 |
| --------------- | -------------------- | ------------------------ | --------------------------------------------------------------------- | --- |
| 第33回 2005年度 | 2005年12月17日（土） | さいたまスーパーアリーナ | マーチングバンド（中） トワリング（高）                               | ・特別出演 綜合警備保障株式会社女子儀仗隊ビバーチェ （BT）PL学園高等学校バトンチーム ・高等学校グランプリ （BT）東京成徳大学高等学校バトンチーム |
| 第33回 2005年度 | 2005年12月18日（日） | さいたまスーパーアリーナ | マーチングバンド（高） トワリング（中）                               | ・特別出演 （MB）沖縄県立西原高等学校マーチングバンド 第26回世界バトントワリング選手権大会金賞受賞選手 駒田圭佑（男子ジュニアチャンピオン） 西垣知枝（女子ジュニアチャンピオン） 綜合警備保障株式会社女子儀仗隊ビバーチェ ・高等学校グランプリ （MB）埼玉栄中・高等学校マーチングバンド           |
| 第33回 2005年度 | 2006年1月14日（土）  | さいたまスーパーアリーナ | マーチングバンド （小・幼保） トワリング（小） カラーガード           | ・特別出演 第26回世界バトントワリング選手権大会金賞受賞選手 河津修一・泉春花（シニアペアチャンピオン） 橘千春（女子シニアチャンピオン） 稲垣正司（男子シニアチャンピオン） 綜合警備保障株式会社女子儀仗隊ビバーチェ                                                                               |
| 第33回 2005年度 | 2006年1月15日（日）  | さいたまスーパーアリーナ | マーチングバンド （一・幼保） トワリング（一） ポンポン・ペップアーツ | ・特別出演 （MB）創価ルネサンスバンガード （BT）立命館大学立命館バトンチーム 綜合警備保障株式会社女子儀仗隊ビバーチェ ・一般の部 内閣総理大臣杯 （MB）天理教愛町分教会吹奏楽団 （BT）水野啓子バトンスクール                                                                                       |
| 第34回 2006年度 | 2006年12月16日（土） | さいたまスーパーアリーナ | マーチングバンド（中） トワリング（高）                               | ・特別出演 綜合警備保障株式会社女子儀仗隊ビバーチェ ・高等学校グランプリ （BT）PL学園高等学校バトンチーム |
| 第34回 2006年度 | 2006年12月17日（日） | さいたまスーパーアリーナ | マーチングバンド（高） トワリング（中）                               | ・特別出演 第27回世界バトントワリング選手権大会金賞受賞選手 駒田圭佑（男子ジュニアチャンピオン） 藤門祥未・花井奏（ペアジュニアチャンピオン） 西垣知枝（女子ジュニアチャンピオン） 綜合警備保障株式会社女子儀仗隊ビバーチェ ・高等学校グランプリ （MB）天理教校学園高等学校マーチングバンド       |
| 第34回 2006年度 | 2007年1月13日（土）  | さいたまスーパーアリーナ | マーチングバンド （小・幼保） トワリング（小） カラーガード           | ・特別出演 綜合警備保障株式会社女子儀仗隊ビバーチェ |
| 第34回 2006年度 | 2007年1月14日（日）  | さいたまスーパーアリーナ | マーチングバンド （一・幼保） トワリング（一） ポンポン・ペップアーツ | ・特別出演 第27回世界バトントワリング選手権大会金賞受賞選手 佐々木敏道（男子シニアチャンピオン） 本庄千穂（女子シニアチャンピオン） 吉田祐子・吉田倫子（ペアシニアチャンピオン） 綜合警備保障株式会社女子儀仗隊ビバーチェ ・一般の部 内閣総理大臣杯 （MB）天理教愛町分教会吹奏楽団 （BT）TWIRL i  |
| 第35回 2007年度 | 2007年12月15日（土） | さいたまスーパーアリーナ | マーチングバンド （中・高・幼保）                                     | ・特別出演 第28回世界バトントワリング選手権大会金賞受賞選手 相川友貴（男子ジュニアチャンピオン） 池永あゆみ・日野夢都美（ペアジュニアチャンピオン） 佐古瑞季（女子ジュニアチャンピオン） 綜合警備保障株式会社女子儀仗隊ビバーチェ ・高等学校グランプリ （MB）天理教校学園高等学校マーチングバンド |
| 第35回 2007年度 | 2007年12月16日（日） | さいたまスーパーアリーナ | マーチングバンド （小・一・幼保）                                     | ・特別出演 第28回世界バトントワリング選手権大会金賞受賞選手 佐々木敏道（男子シニアチャンピオン） 飯島友美（女子シニアチャンピオン） （MB）天理教愛町分教会吹奏楽団 綜合警備保障株式会社女子儀仗隊ビバーチェ ・一般の部 内閣総理大臣杯 （MB）創価ルネサンスバンガード                              |
| 第35回 2007年度 | 2008年1月6日（日）   | 幕張メッセ               | トワリング                                                            | ・高等学校グランプリ （BT）PL学園高等学校バトンチーム ・一般の部 内閣総理大臣杯 （BT）立命館大学立命館バトンチーム |
| 第36回 2008年度 | 2008年12月20日（土） | さいたまスーパーアリーナ | マーチングバンド （中・高）                                           | ・特別出演 （MB）天理教校学園高等学校マーチングバンド Violet Impalse ・高等学校グランプリ （MB）神奈川県立湘南台高等学校吹奏楽部 White Shooting Stars |
| 第36回 2008年度 | 2008年12月21日（日） | さいたまスーパーアリーナ | マーチングバンド （小・一） カラーガード                              | ・一般の部 内閣総理大臣杯 （MB）天理教愛町分教会吹奏楽団 |
| 第36回 2008年度 | 2009年1月24日（土）  | 幕張メッセ               | バトントワーリング （中・高）                                         | ・特別出演 （BT）PL学園高等学校バトンチーム ・高等学校グランプリ （BT）遊学館高等学校バトントワリング部 |
| 第36回 2008年度 | 2009年1月25日（日）  | 幕張メッセ               | バトントワーリング （小・一）                                         | ・一般の部 内閣総理大臣杯 （BT）立命館大学立命館バトンチーム |
| 第37回 2009年度 | 2009年12月12日（土） | さいたまスーパーアリーナ | マーチングバンド （中・高）                                           | ・高等学校グランプリ （MB）天理教校学園高等学校マーチングバンド Violet Impalse |
| 第37回 2009年度 | 2009年12月13日（日） | さいたまスーパーアリーナ | マーチングバンド （小・一） カラーガード                              | ・一般の部 内閣総理大臣杯 （MB）天理教愛町分教会吹奏楽団 |
| 第37回 2009年度 | 2010年1月9日（土）   | 幕張メッセ               | バトントワーリング （中・高）                                         | ・高等学校グランプリ （BT）PL学園高等学校バトンチーム |
| 第37回 2009年度 | 2010年1月10日（日）  | 幕張メッセ               | バトントワーリング （小・一）                                         | ・特別出演 （BT）立命館大学立命館バトンチーム ・一般の部 内閣総理大臣杯 （BT）水野啓子バトンスクール |
| 第38回 2010年度 | 2010年12月18日（土） | さいたまスーパーアリーナ | マーチングバンド （小・中） カラーガード                              | |
| 第38回 2010年度 | 2010年12月19日（日） | さいたまスーパーアリーナ | マーチングバンド （一・高）                                           | ・特別出演 （MB）天理教愛町分教会吹奏楽団 ・高等学校グランプリ （MB）天理教校学園高等学校マーチングバンド Violet Impalse ・一般の部 内閣総理大臣杯 （MB）創価ルネサンスバンガード |
| 第38回 2010年度 | 2011年1月8日（土）   | 幕張メッセ               | バトントワーリング （中・高）                                         | ・高等学校グランプリ （BT）遊学館高等学校バトントワリング部 |
| 第38回 2010年度 | 2011年1月9日（日）   | 幕張メッセ               | バトントワーリング （小・一）                                         | ・一般の部 内閣総理大臣杯 （BT）立命館大学立命館バトンチーム |
| 第39回 2011年度 | 2011年12月17日（土） | さいたまスーパーアリーナ | マーチングバンド （小・中） カラーガード                              | |
| 第39回 2011年度 | 2011年12月18日（日） | さいたまスーパーアリーナ | マーチングバンド （一・高）                                           | ・特別出演 （MB）天理教校学園高等学校マーチングバンド Violet Impalse ・高等学校グランプリ （MB）埼玉栄中学・高等学校マーチングバンド ・一般の部 内閣総理大臣杯 （MB）創価ルネサンスバンガード |
| 第39回 2011年度 | 2012年1月7日（土）   | 幕張メッセ               | バトントワーリング （小・高）                                         | ・高等学校グランプリ （BT）PL学園高等学校バトンチーム |
| 第39回 2011年度 | 2012年1月8日（日）   | 幕張メッセ               | バトントワーリング （中・一）                                         | ・一般の部 内閣総理大臣杯 （BT）水野啓子バトンスクール |

### マーチングバンド・カラーガード全国大会（第40回 - 第41回・2012年 - 2013年）
| 回 年度         | 日程                 | 会場                     | 部門                                     | グランプリ団体 MB：マーチングバンド部門 BT：バトントワリング部門 |
| --------------- | -------------------- | ------------------------ | ---------------------------------------- | --- |
| 第40回 2012年度 | 2012年12月8日（土）  | 幕張メッセ               | バトントワーリング （中・高）            | ・高等学校グランプリ （BT）遊学館高等学校バトントワリング部 |
| 第40回 2012年度 | 2012年12月9日（日）  | 幕張メッセ               | バトントワーリング （小・一）            | ・一般の部 内閣総理大臣杯 （BT）立命館大学立命館バトンチーム |
| 第40回 2012年度 | 2012年12月15日（土） | さいたまスーパーアリーナ | マーチングバンド （小・中） カラーガード | |
| 第40回 2012年度 | 2012年12月16日（日） | さいたまスーパーアリーナ | マーチングバンド （一・高）              | ・特別出演 （MB）創価ルネサンスバンガード ・高等学校グランプリ （MB） 神奈川県立湘南台高等学校吹奏楽部 White Shooting Stars ・一般の部 内閣総理大臣杯 （MB）天理教愛町分教会吹奏楽団 |
| 第41回 2013年度 | 2013年12月7日（土）  | 幕張メッセ               | バトントワーリング （中・高・大）        | ・高等学校グランプリ （BT）PL学園高等学校バトンチーム |
| 第41回 2013年度 | 2013年12月8日（日）  | 幕張メッセ               | バトントワーリング （小・一）            | ・一般の部 内閣総理大臣杯 （BT）立命館バトンチーム |
| 第41回 2013年度 | 2013年12月14日（土） | さいたまスーパーアリーナ | マーチングバンド （小・中） カラーガード | |
| 第41回 2013年度 | 2013年12月15日（日） | さいたまスーパーアリーナ | マーチングバンド （一・高）              | ・高等学校グランプリ （MB） 神奈川県立湘南台高等学校吹奏楽部 White Shooting Stars ・一般の部 内閣総理大臣杯 （MB）創価ルネサンスバンガード                                           |

### マーチングバンド全国大会（第42回 - 第46回・2014年 - 2019年）
| 回 年度         | 日程                 | 会場                     | 部門 | グランプリ団体（高等学校・一般） |
| --------------- | -------------------- | ------------------------ | --- | -------------------------------- |
| 第42回 2014年度 | 2014年12月13日（土） | さいたまスーパーアリーナ | 小学校の部 |                                  |
| 第42回 2014年度 | 2014年12月13日（土） | さいたまスーパーアリーナ | 中学校の部 |                                  |
| 第42回 2014年度 | 2014年12月14日（日） | さいたまスーパーアリーナ | |                                  |
| 第42回 2014年度 | 高等学校の部         | さいたまスーパーアリーナ | ・特別出演 神奈川県立湘南台高等学校吹奏楽部 White Shooting Stars ・高等学校グランプリ 天理教校学園高等学校マーチングバンド Violet Impalse ・一般の部 内閣総理大臣杯 創価ルネサンスバンガード |                                  |
| 第42回 2014年度 | 一般の部             | さいたまスーパーアリーナ | ・特別出演 神奈川県立湘南台高等学校吹奏楽部 White Shooting Stars ・高等学校グランプリ 天理教校学園高等学校マーチングバンド Violet Impalse ・一般の部 内閣総理大臣杯 創価ルネサンスバンガード |                                  |
| 第43回 2015年度 | 2015年12月19日（土） | さいたまスーパーアリーナ | 小学校の部 |                                  |
| 第43回 2015年度 | 2015年12月19日（土） | さいたまスーパーアリーナ | 中学校の部 |                                  |
| 第43回 2015年度 | 2015年12月20日（日） | さいたまスーパーアリーナ | |                                  |
| 第43回 2015年度 | 高等学校の部         | さいたまスーパーアリーナ | ・特別出演 創価ルネサンスバンガード ・高等学校グランプリ 埼玉栄中学・高等学校マーチングバンド ・一般の部 内閣総理大臣杯 天理教愛町分教会吹奏楽団                                             |                                  |
| 第43回 2015年度 | 一般の部             | さいたまスーパーアリーナ | ・特別出演 創価ルネサンスバンガード ・高等学校グランプリ 埼玉栄中学・高等学校マーチングバンド ・一般の部 内閣総理大臣杯 天理教愛町分教会吹奏楽団                                             |                                  |
| 第44回 2016年度 | 2016年12月17日（土） | さいたまスーパーアリーナ | 小学校の部 |                                  |
| 第44回 2016年度 | 2016年12月17日（土） | さいたまスーパーアリーナ | 中学校の部 |                                  |
| 第44回 2016年度 | 2016年12月18日（日） | さいたまスーパーアリーナ | |                                  |
| 第44回 2016年度 | 高等学校の部         | さいたまスーパーアリーナ | ・高等学校グランプリ 埼玉栄中学・高等学校マーチングバンド ・一般の部 内閣総理大臣杯 創価ルネサンスバンガード                                                                                 |                                  |
| 第44回 2016年度 | 一般の部             | さいたまスーパーアリーナ | ・高等学校グランプリ 埼玉栄中学・高等学校マーチングバンド ・一般の部 内閣総理大臣杯 創価ルネサンスバンガード                                                                                 |                                  |
| 第45回 2017年度 | 2017年12月16日（土） | さいたまスーパーアリーナ | 小学校の部 |                                  |
| 第45回 2017年度 | 2017年12月16日（土） | さいたまスーパーアリーナ | 中学校の部 |                                  |
| 第45回 2017年度 | 2017年12月17日（日） | さいたまスーパーアリーナ | |                                  |
| 第45回 2017年度 | 高等学校の部         | さいたまスーパーアリーナ | ・特別出演 埼玉栄中学・高等学校マーチングバンド ・高等学校グランプリ 神奈川県立湘南台高等学校吹奏楽部 White Shooting Stars ・一般の部 内閣総理大臣杯 創価ルネサンスバンガード                |                                  |
| 第45回 2017年度 | 一般の部             | さいたまスーパーアリーナ | ・特別出演 埼玉栄中学・高等学校マーチングバンド ・高等学校グランプリ 神奈川県立湘南台高等学校吹奏楽部 White Shooting Stars ・一般の部 内閣総理大臣杯 創価ルネサンスバンガード                |                                  |
| 第46回 2018年度 | 2018年12月15日（土） | さいたまスーパーアリーナ | 小学校の部 |                                  |
| 第46回 2018年度 | 2018年12月15日（土） | さいたまスーパーアリーナ | 中学校の部 |                                  |
| 第46回 2018年度 | 2018年12月16日（日） | さいたまスーパーアリーナ | |                                  |
| 第46回 2018年度 | 高等学校の部         | さいたまスーパーアリーナ | ・特別出演 創価ルネサンスバンガード ・高等学校グランプリ 神奈川県立湘南台高等学校吹奏楽部 White Shooting Stars ・一般の部 内閣総理大臣杯 天理教愛町分教会吹奏楽団                            |                                  |
| 第46回 2018年度 | 一般の部             | さいたまスーパーアリーナ | ・特別出演 創価ルネサンスバンガード ・高等学校グランプリ 神奈川県立湘南台高等学校吹奏楽部 White Shooting Stars ・一般の部 内閣総理大臣杯 天理教愛町分教会吹奏楽団                            |                                  |
| 第47回 2019年度 | 2019年12月14日（土） | さいたまスーパーアリーナ | 小学校の部 |                                  |
| 第47回 2019年度 | 2019年12月14日（土） | さいたまスーパーアリーナ | 中学校の部 |                                  |
| 第47回 2019年度 | 2019年12月15日（日） | さいたまスーパーアリーナ | |                                  |
| 第47回 2019年度 | 高等学校の部         | さいたまスーパーアリーナ | ・特別出演 神奈川県立湘南台高等学校吹奏楽部 White Shooting Stars ・高等学校グランプリ 埼玉栄中学・高等学校マーチングバンド ・一般の部 内閣総理大臣杯 創価ルネサンスバンガード                |                                  |
| 第47回 2019年度 | 一般の部             | さいたまスーパーアリーナ | ・特別出演 神奈川県立湘南台高等学校吹奏楽部 White Shooting Stars ・高等学校グランプリ 埼玉栄中学・高等学校マーチングバンド ・一般の部 内閣総理大臣杯 創価ルネサンスバンガード                |                                  |

### バトントワーリング全国大会（第42回 - 第46回・2014年 - 2019年）
| 回 年度         | 日程                 | 会場                      | 部門     | 編成                  |
| --------------- | -------------------- | ------------------------- | -------- | --------------------- |
| 第42回 2014年度 | 2014年12月13日（土） | 幕張メッセ イベントホール | 学校部門 | 小学校 バトン編成     |
| 第42回 2014年度 | 2014年12月13日（土） | 幕張メッセ イベントホール | 学校部門 | 中学校 バトン編成     |
| 第42回 2014年度 | 2014年12月13日（土） | 幕張メッセ イベントホール | 学校部門 | 小学校 ポンポン編成   |
| 第42回 2014年度 | 2014年12月13日（土） | 幕張メッセ イベントホール | 学校部門 | 中学校 ポンポン編成   |
| 第42回 2014年度 | 2014年12月13日（土） | 幕張メッセ イベントホール | 学校部門 | 高等学校 ポンポン編成 |
| 第42回 2014年度 | 2014年12月13日（土） | 幕張メッセ イベントホール | 学校部門 | 高等学校 バトン編成   |
| 第42回 2014年度 | 2014年12月13日（土） | 幕張メッセ イベントホール | 学校部門 | 大学 バトン編成       |
| 第42回 2014年度 | 2014年12月14日（日） | 幕張メッセ イベントホール | 一般部門 |                       |
| 第42回 2014年度 | 2014年12月14日（日） | 幕張メッセ イベントホール | 一般部門 | U-12 バトン編成       |
| 第42回 2014年度 | 2014年12月14日（日） | 幕張メッセ イベントホール | 一般部門 | U-15 バトン編成       |
| 第42回 2014年度 | 2014年12月14日（日） | 幕張メッセ イベントホール | 一般部門 | U-12 ペップアーツ編成 |
| 第42回 2014年度 | 2014年12月14日（日） | 幕張メッセ イベントホール | 一般部門 | U-15 ペップアーツ編成 |
| 第42回 2014年度 | 2014年12月14日（日） | 幕張メッセ イベントホール | 一般部門 | U-18 ペップアーツ編成 |
| 第42回 2014年度 | 2014年12月14日（日） | 幕張メッセ イベントホール | 一般部門 | OPEN ペップアーツ編成 |
| 第42回 2014年度 | 2014年12月14日（日） | 幕張メッセ イベントホール | 一般部門 | U-18 バトン編成       |
| 第42回 2014年度 | 2014年12月14日（日） | 幕張メッセ イベントホール | 一般部門 | OPEN バトン編成       |
| 第43回 2015年度 | 2015年12月12日（土） | 幕張メッセ イベントホール | 学校部門 | 小学校 バトン編成     |
| 第43回 2015年度 | 2015年12月12日（土） | 幕張メッセ イベントホール | 学校部門 | 中学校 バトン編成     |
| 第43回 2015年度 | 2015年12月12日（土） | 幕張メッセ イベントホール | 学校部門 | 小学校 ポンポン編成   |
| 第43回 2015年度 | 2015年12月12日（土） | 幕張メッセ イベントホール | 学校部門 | 中学校 ポンポン編成   |
| 第43回 2015年度 | 2015年12月12日（土） | 幕張メッセ イベントホール | 学校部門 | 高等学校 ポンポン編成 |
| 第43回 2015年度 | 2015年12月12日（土） | 幕張メッセ イベントホール | 学校部門 | 高等学校 バトン編成   |
| 第43回 2015年度 | 2015年12月12日（土） | 幕張メッセ イベントホール | 学校部門 | 大学 バトン編成       |
| 第43回 2015年度 | 2015年12月13日（日） | 幕張メッセ イベントホール | 一般部門 |                       |
| 第43回 2015年度 | 2015年12月13日（日） | 幕張メッセ イベントホール | 一般部門 | U-12 バトン編成       |
| 第43回 2015年度 | 2015年12月13日（日） | 幕張メッセ イベントホール | 一般部門 | U-15 バトン編成       |
| 第43回 2015年度 | 2015年12月13日（日） | 幕張メッセ イベントホール | 一般部門 | U-12 ペップアーツ編成 |
| 第43回 2015年度 | 2015年12月13日（日） | 幕張メッセ イベントホール | 一般部門 | U-15 ペップアーツ編成 |
| 第43回 2015年度 | 2015年12月13日（日） | 幕張メッセ イベントホール | 一般部門 | U-18 ペップアーツ編成 |
| 第43回 2015年度 | 2015年12月13日（日） | 幕張メッセ イベントホール | 一般部門 | OPEN ペップアーツ編成 |
| 第43回 2015年度 | 2015年12月13日（日） | 幕張メッセ イベントホール | 一般部門 | U-18 バトン編成       |
| 第43回 2015年度 | 2015年12月13日（日） | 幕張メッセ イベントホール | 一般部門 | OPEN バトン編成       |
| 第44回 2016年度 | 2016年12月10日（土） | 幕張メッセ イベントホール | 学校部門 | 小学校 バトン編成     |
| 第44回 2016年度 | 2016年12月10日（土） | 幕張メッセ イベントホール | 学校部門 | 中学校 バトン編成     |
| 第44回 2016年度 | 2016年12月10日（土） | 幕張メッセ イベントホール | 学校部門 | 小学校 ポンポン編成   |
| 第44回 2016年度 | 2016年12月10日（土） | 幕張メッセ イベントホール | 学校部門 | 中学校 ポンポン編成   |
| 第44回 2016年度 | 2016年12月10日（土） | 幕張メッセ イベントホール | 学校部門 | 高等学校 ポンポン編成 |
| 第44回 2016年度 | 2016年12月10日（土） | 幕張メッセ イベントホール | 学校部門 | 高等学校 バトン編成   |
| 第44回 2016年度 | 2016年12月10日（土） | 幕張メッセ イベントホール | 学校部門 | 大学 バトン編成       |
| 第44回 2016年度 | 2016年12月11日（日） | 幕張メッセ イベントホール | 一般部門 |                       |
| 第44回 2016年度 | 2016年12月11日（日） | 幕張メッセ イベントホール | 一般部門 | U-12 バトン編成       |
| 第44回 2016年度 | 2016年12月11日（日） | 幕張メッセ イベントホール | 一般部門 | U-15 バトン編成       |
| 第44回 2016年度 | 2016年12月11日（日） | 幕張メッセ イベントホール | 一般部門 | U-12 ペップアーツ編成 |
| 第44回 2016年度 | 2016年12月11日（日） | 幕張メッセ イベントホール | 一般部門 | U-15 ペップアーツ編成 |
| 第44回 2016年度 | 2016年12月11日（日） | 幕張メッセ イベントホール | 一般部門 | U-18 ペップアーツ編成 |
| 第44回 2016年度 | 2016年12月11日（日） | 幕張メッセ イベントホール | 一般部門 | OPEN ペップアーツ編成 |
| 第44回 2016年度 | 2016年12月11日（日） | 幕張メッセ イベントホール | 一般部門 | U-18 バトン編成       |
| 第44回 2016年度 | 2016年12月11日（日） | 幕張メッセ イベントホール | 一般部門 | OPEN バトン編成       |
| 第45回 2017年度 | 2017年12月9日（土）  | 幕張メッセ イベントホール | 学校部門 | 小学校 ポンポン編成   |
| 第45回 2017年度 | 2017年12月9日（土）  | 幕張メッセ イベントホール | 学校部門 | 中学校 ポンポン編成   |
| 第45回 2017年度 | 2017年12月9日（土）  | 幕張メッセ イベントホール | 学校部門 | 高等学校 ポンポン編成 |
| 第45回 2017年度 | 2017年12月9日（土）  | 幕張メッセ イベントホール | 学校部門 | 小学校 バトン編成     |
| 第45回 2017年度 | 2017年12月9日（土）  | 幕張メッセ イベントホール | 学校部門 | 中学校 バトン編成     |
| 第45回 2017年度 | 2017年12月9日（土）  | 幕張メッセ イベントホール | 学校部門 | 高等学校 バトン編成   |
| 第45回 2017年度 | 2017年12月9日（土）  | 幕張メッセ イベントホール | 学校部門 | 大学 バトン編成       |
| 第45回 2017年度 | 2017年12月10日（日） | 幕張メッセ イベントホール | 一般部門 |                       |
| 第45回 2017年度 | 2017年12月10日（日） | 幕張メッセ イベントホール | 一般部門 | U-12 ペップアーツ編成 |
| 第45回 2017年度 | 2017年12月10日（日） | 幕張メッセ イベントホール | 一般部門 | U-15 ペップアーツ編成 |
| 第45回 2017年度 | 2017年12月10日（日） | 幕張メッセ イベントホール | 一般部門 | U-18 ペップアーツ編成 |
| 第45回 2017年度 | 2017年12月10日（日） | 幕張メッセ イベントホール | 一般部門 | OPEN ペップアーツ編成 |
| 第45回 2017年度 | 2017年12月10日（日） | 幕張メッセ イベントホール | 一般部門 | U-12 バトン編成       |
| 第45回 2017年度 | 2017年12月10日（日） | 幕張メッセ イベントホール | 一般部門 | U-15 バトン編成       |
| 第45回 2017年度 | 2017年12月10日（日） | 幕張メッセ イベントホール | 一般部門 | U-18 バトン編成       |
| 第45回 2017年度 | 2017年12月10日（日） | 幕張メッセ イベントホール | 一般部門 | OPEN バトン編成       |
| 第46回 2018年度 | 2018年12月8日（土）  | 幕張メッセ イベントホール | 学校部門 | 小学校 ポンポン編成   |
| 第46回 2018年度 | 2018年12月8日（土）  | 幕張メッセ イベントホール | 学校部門 | 中学校 ポンポン編成   |
| 第46回 2018年度 | 2018年12月8日（土）  | 幕張メッセ イベントホール | 学校部門 | 高等学校 ポンポン編成 |
| 第46回 2018年度 | 2018年12月8日（土）  | 幕張メッセ イベントホール | 学校部門 | 小学校 バトン編成     |
| 第46回 2018年度 | 2018年12月8日（土）  | 幕張メッセ イベントホール | 学校部門 | 中学校 バトン編成     |
| 第46回 2018年度 | 2018年12月8日（土）  | 幕張メッセ イベントホール | 学校部門 | 高等学校 バトン編成   |
| 第46回 2018年度 | 2018年12月8日（土）  | 幕張メッセ イベントホール | 学校部門 | 大学 バトン編成       |
| 第46回 2018年度 | 2018年12月9日（日）  | 幕張メッセ イベントホール | 一般部門 |                       |
| 第46回 2018年度 | 2018年12月9日（日）  | 幕張メッセ イベントホール | 一般部門 | U-12 ペップアーツ編成 |
| 第46回 2018年度 | 2018年12月9日（日）  | 幕張メッセ イベントホール | 一般部門 | U-15 ペップアーツ編成 |
| 第46回 2018年度 | 2018年12月9日（日）  | 幕張メッセ イベントホール | 一般部門 | U-18 ペップアーツ編成 |
| 第46回 2018年度 | 2018年12月9日（日）  | 幕張メッセ イベントホール | 一般部門 | OPEN ペップアーツ編成 |
| 第46回 2018年度 | 2018年12月9日（日）  | 幕張メッセ イベントホール | 一般部門 | U-12 バトン編成       |
| 第46回 2018年度 | 2018年12月9日（日）  | 幕張メッセ イベントホール | 一般部門 | U-15 バトン編成       |
| 第46回 2018年度 | 2018年12月9日（日）  | 幕張メッセ イベントホール | 一般部門 | U-18 バトン編成       |
| 第46回 2018年度 | 2018年12月9日（日）  | 幕張メッセ イベントホール | 一般部門 | OPEN バトン編成       |
| 第47回 2019年度 | 2019年12月7日（土）  | 幕張メッセ イベントホール | 学校部門 | 小学校 ポンポン編成   |
| 第47回 2019年度 | 2019年12月7日（土）  | 幕張メッセ イベントホール | 学校部門 | 中学校 ポンポン編成   |
| 第47回 2019年度 | 2019年12月7日（土）  | 幕張メッセ イベントホール | 学校部門 | 高等学校 ポンポン編成 |
| 第47回 2019年度 | 2019年12月7日（土）  | 幕張メッセ イベントホール | 学校部門 | 小学校 バトン編成     |
| 第47回 2019年度 | 2019年12月7日（土）  | 幕張メッセ イベントホール | 学校部門 | 中学校 バトン編成     |
| 第47回 2019年度 | 2019年12月7日（土）  | 幕張メッセ イベントホール | 学校部門 | 高等学校 バトン編成   |
| 第47回 2019年度 | 2019年12月7日（土）  | 幕張メッセ イベントホール | 学校部門 | 大学 バトン編成       |
| 第47回 2019年度 | 2019年12月8日（日）  | 幕張メッセ イベントホール | 一般部門 |                       |
| 第47回 2019年度 | 2019年12月8日（日）  | 幕張メッセ イベントホール | 一般部門 | U-12 ペップアーツ編成 |
| 第47回 2019年度 | 2019年12月8日（日）  | 幕張メッセ イベントホール | 一般部門 | U-15 ペップアーツ編成 |
| 第47回 2019年度 | 2019年12月8日（日）  | 幕張メッセ イベントホール | 一般部門 | U-18 ペップアーツ編成 |
| 第47回 2019年度 | 2019年12月8日（日）  | 幕張メッセ イベントホール | 一般部門 | U-12 バトン編成       |
| 第47回 2019年度 | 2019年12月8日（日）  | 幕張メッセ イベントホール | 一般部門 | U-15 バトン編成       |
| 第47回 2019年度 | 2019年12月8日（日）  | 幕張メッセ イベントホール | 一般部門 | U-18 バトン編成       |
| 第47回 2019年度 | 2019年12月8日（日）  | 幕張メッセ イベントホール | 一般部門 | OPEN バトン編成       |

### 備考
- 第25回大会では、高等学校の部・一般の部において上位団体によりグランプリ戦が行われてグランプリ団体を決めた（マーチングバンド部門・高等学校の部は小編成から2団体と大編成から3団体、マーチングバンド部門・一般の部は3団体が、それぞれグランプリ戦に臨んだ）。
- 第32回大会では、マーチングバンド部門・高等学校の部において小・中・大の各編成別最優秀団体によりグランプリ戦が行われてグランプリ団体を決めた。

## 歴代グランプリ・特別演奏団体

### マーチングバンド部門（第5回 - 第46回・1977年 - 2019年）
| 回 年度     | 部門         | グランプリ （高等学校の部 文部科学大臣賞） （一般の部 内閣総理大臣賞） | テーマタイトル |
| ----------- | ------------ | ---------------------------------------------------------------------- | --- |
| 5 1977年度  | 高等学校の部 | 関東学院ブラスアカデミー                                               | |
| 6 1978年度  | 高等学校の部 | 関東学院マーチングバンド                                               | |
| 7 1979年度  | 高等学校の部 | 天理教校附属高等学校                                                   | Sound in Space |
| 8 1980年度  | 高等学校の部 | 天理教校附属高等学校マーチングバンド                                   | サウンド オブ スピリット                                                                                                   |
| 8 1980年度  | 高等学校の部 | PL学園マーチングバンド                                                 | |
| 9 1981年度  | 高等学校の部 | PL学園マーチングバンド                                                 | |
| 10 1982年度 | 高等学校の部 | 天理教校附属高等学校マーチングバンド                                   | Violet Impulse' 83 |
| 11 1983年度 | 高等学校の部 | 天理教校附属高等学校マーチングバンド                                   | ジョイフル・サウンド・オブ・バイオレッツ                                                                                   |
| 12 1984年度 | 高等学校の部 | PL学園マーチングバンド                                                 | |
| 12 1984年度 | 特別演奏演技 | 天理教校附属高等学校マーチングバンド                                   | Enter tainment of Violet                                                                                                   |
| 13 1985年度 | 高等学校の部 | 天理教校附属高等学校マーチングバンド                                   | NEW VIOLET IMPULSE 100 |
| 14 1986年度 | 高等学校の部 | 天理教校附属高等学校マーチングバンド                                   | バイオレット・インパルス                                                                                                   |
| 15 1987年度 | 高等学校の部 | 関東学院マーチングバンド                                               | AMERICA THE BEAUTIFUL |
| 15 1987年度 | 特別演奏演技 | 天理教校附属高等学校マーチングバンド                                   | バイオレット・インパルス                                                                                                   |
| 16 1988年度 | 高等学校の部 | 東京実業高等学校“PHOENIX REGIMENT”                                     | RUSSIAN FANTASY |
| 17 1989年度 | 高等学校の部 | 天理教校附属高等学校マーチングバンド                                   | バイオレット・インパルス                                                                                                   |
| 18 1990年度 | 高等学校の部 | 天理教校附属高等学校マーチングバンド                                   | バイオレット・インパルス                                                                                                   |
| 18 1990年度 | 一般の部     | YOKOHAMA INSPIRES Sr.Drum & Bugle Corps                                | ANDALUSIA |
| 19 1991年度 | 高等学校の部 | 梅村学園（三重高校・松阪女子高校）マーチングバンド                     | Burning Spirits |
| 19 1991年度 | 一般の部     | YOKOHAMA INSPIRES Sr.Drum & Bugle Corps                                | THE 10TH ANNIVERSARY |
| 19 1991年度 | 特別演奏演技 | 天理教校附属高等学校マーチングバンド                                   | VIOLET IMPULSE |
| 20 1992年度 | 高等学校の部 | 関東学院マーチングバンド                                               | Sketches of Spain |
| 20 1992年度 | 一般の部     | YOKOHAMA INSPIRES Sr.Drum & Bugle Corps                                | THE GREATEST STANDARDS OF SPANISH MELODIES                                                                                 |
| 21 1993年度 | 高等学校の部 | 沖縄県立西原高等学校マーチングバンド                                   | Send You Our Hearts |
| 21 1993年度 | 一般の部     | 創価学会富士吹奏楽団                                                   | West Side Story from FAR EAST                                                                                              |
| 22 1994年度 | 高等学校の部 | 天理教校附属高等学校マーチングバンド部                                 | CLASSICAL GERSHWIN |
| 22 1994年度 | 一般の部     | 創価ルネサンスバンガード                                               | 映画「三銃士」より |
| 23 1995年度 | 高等学校の部 | 天理教校附属高等学校マーチングバンド部                                 | RICARD STRAUSS |
| 23 1995年度 | 一般の部     | 創価ルネサンスバンガード                                               | World Music Exploration 〜 Rhapsody Cobano 〜                                                                              |
| 24 1996年度 | 高等学校の部 | 精華女子高等学校吹奏楽部                                               | ムソルグスキーの風 |
| 24 1996年度 | 一般の部     | 創価ルネサンスバンガード                                               | On the Waterfront(波止場) － Storms of Nature and Storms of The Heart －                                                   |
| 24 1996年度 | 特別演奏演技 | 天理教校附属高等学校マーチングバンド                                   | PETER TCHAIKOVSKY |
| 25 1997年度 | 高等学校の部 | 茨城県立大洗高等学校マーチングバンド“BLUE HAWKS”                       | 太閤絵巻「秀吉」 ※大会当日の場内アナウンスでは「戦国伝説「秀吉」」と読み上げられていたが、プログラムは上記のとおりの記載。 |
| 25 1997年度 | 一般の部     | 天理教愛町分教会吹奏楽団                                               | Miss Saigon |
| 26 1998年度 | 高等学校の部 | 天理教校附属高等学校マーチングバンド                                   | セルゲイ ラフマニノフ |
| 26 1998年度 | 一般の部     | 創価ルネサンスバンガード                                               | RIDE the WIND |
| 27 1999年度 | 高等学校の部 | 沖縄県立西原高等学校マーチングバンド                                   | CALIENTE APASIONADO〜熱情〜                                                                                                |
| 27 1999年度 | 一般の部     | 天理教愛町分教会吹奏楽団                                               | Africa |
| 28 2000年度 | 高等学校の部 | 沖縄県立西原高等学校マーチングバンド                                   | ARDIENTE SENTIMIENTO 〜燃え続ける想い〜                                                                                    |
| 28 2000年度 | 一般の部     | 天理教愛町分教会吹奏楽団                                               | Native American |
| 29 2001年度 | 高等学校の部 | 関東学院マーチングバンド                                               | CARMEN |
| 29 2001年度 | 一般の部     | 創価ルネサンスバンガード                                               | The spirit of JAZZ |
| 29 2001年度 | 特別演奏演技 | 沖縄県立西原高等学校マーチングバンド                                   | LEGEND ～想いを込めて～ |
| 29 2001年度 | 特別演奏演技 | 天理教愛町分教会吹奏楽団                                               | VIRTUOSO～Dream Entertainment                                                                                              |
| 30 2002年度 | 高等学校の部 | 関東学院マーチングバンド                                               | GAYANEH |
| 30 2002年度 | 一般の部     | 天理教愛町分教会吹奏楽団                                               | RISING-SUN 〜魂の叫び |
| 31 2003年度 | 高等学校の部 | 沖縄県立西原高等学校マーチングバンド                                   | acceso ～激しく鮮やかに |
| 31 2003年度 | 一般の部     | 創価ルネサンスバンガード                                               | NAUTICA～荒波を超えて～ |
| 31 2003年度 | 特別演奏演技 | 関東学院マーチングバンド                                               | La Fiesta de Espana |
| 32 2004年度 | 高等学校の部 | 沖縄県立西原高等学校マーチングバンド                                   | con tutta la forza ～祈り～                                                                                                |
| 32 2004年度 | 一般の部     | 創価ルネサンスバンガード                                               | THE DIAMOND MISSION |
| 33 2005年度 | 高等学校の部 | 埼玉栄中学・高等学校マーチングバンド                                   | Contrast |
| 33 2005年度 | 一般の部     | 天理教愛町分教会吹奏楽団                                               | GEAR |
| 33 2005年度 | 特別演奏演技 | 沖縄県立西原高等学校マーチングバンド                                   | BLUE |
| 33 2005年度 | 特別演奏演技 | 創価ルネサンスバンガード                                               | In Fright 〜大空への挑戦〜                                                                                                 |
| 34 2006年度 | 高等学校の部 | 天理教校学園高等学校マーチングバンド部                                 | One Hand・One Heart |
| 34 2006年度 | 一般の部     | 天理教愛町分教会吹奏楽団                                               | Final Tradition |
| 35 2007年度 | 高等学校の部 | 天理教校学園高等学校マーチングバンド部                                 | The Path of Truth |
| 35 2007年度 | 一般の部     | 創価ルネサンスバンガード                                               | TRIBAL |
| 35 2007年度 | 特別演奏演技 | 天理教愛町分教会吹奏楽団                                               | Holiday in New York |
| 36 2008年度 | 高等学校の部 | 神奈川県立湘南台高等学校吹奏楽部 White Shooting Stars                  | B2 |
| 36 2008年度 | 一般の部     | 天理教愛町分教会吹奏楽団                                               | 戦場のゲルニカ |
| 36 2008年度 | 特別演奏演技 | 天理教校学園高等学校マーチングバンド Violet Impulse                    | Violet Impulse 2008～with all our hearts～                                                                                 |
| 37 2009年度 | 高等学校の部 | 天理教校学園高等学校マーチングバンド Violet Impulse                    | JFK－Spirits Undeterred－                                                                                                  |
| 37 2009年度 | 一般の部     | 天理教愛町分教会吹奏楽団                                               | VIRUS ～ 希望へのシンフォニー ～                                                                                           |
| 38 2010年度 | 高等学校の部 | 天理教校学園高等学校マーチングバンド Violet Impulse                    | ID4 |
| 38 2010年度 | 一般の部     | 創価ルネサンスバンガード                                               | Russian Dream 〜白銀の世界〜                                                                                               |
| 38 2010年度 | 特別演奏演技 | 天理教愛町分教会吹奏楽団                                               | RYOMA 〜 時代を駆け抜けた風雲児 〜                                                                                         |
| 39 2011年度 | 高等学校の部 | 埼玉栄中学・高等学校マーチングバンド                                   | ZODIAC |
| 39 2011年度 | 一般の部     | 創価ルネサンスバンガード                                               | 英雄 ～勇気と団結の力～ |
| 39 2011年度 | 特別演奏演技 | 天理教校学園高等学校マーチングバンド Violet Impulse                    | SPARTACUS |
| 40 2012年度 | 高等学校の部 | 神奈川県立湘南台高等学校吹奏楽部 White Shooting Stars                  | L |
| 40 2012年度 | 一般の部     | 天理教愛町分教会吹奏楽団                                               | 栄光への旅路〜真実の輝きを求めて〜                                                                                         |
| 40 2012年度 | 特別演奏演技 | 創価ルネサンスバンガード                                               | Night Circus 〜未来を拓く夢の扉〜                                                                                          |
| 41 2013年度 | 高等学校の部 | 神奈川県立湘南台高等学校吹奏楽部 White Shooting Stars                  | M |
| 41 2013年度 | 一般の部     | 創価ルネサンスバンガード                                               | King Arthur〜時代を拓く歓喜の凱歌〜                                                                                        |
| 42 2014年度 | 高等学校の部 | 天理教校学園高等学校マーチングバンド Violet Impulse                    | MODERN TIMES |
| 42 2014年度 | 一般の部     | 創価ルネサンスバンガード                                               | Aladdin 〜生命（いのち）の輝きを求めて〜                                                                                   |
| 42 2014年度 | 特別演奏演技 | 神奈川県立湘南台高等学校吹奏楽部 White Shooting Stars                  | R |
| 43 2015年度 | 高等学校の部 | 埼玉栄中学・高等学校マーチングバンド                                   | THE LAST TRIBE |
| 43 2015年度 | 一般の部     | 天理教愛町分教会吹奏楽団                                               | The Legend of GOEMON |
| 43 2015年度 | 特別演奏演技 | 創価ルネサンスバンガード                                               | SHIKISAI |
| 44 2016年度 | 高等学校の部 | 埼玉栄中学・高等学校マーチングバンド                                   | Jekyll and Hyde |
| 44 2016年度 | 一般の部     | 創価ルネサンスバンガード                                               | STEAM PUNK〜未来への発明〜                                                                                                 |
| 45 2017年度 | 高等学校の部 | 神奈川県立湘南台高等学校吹奏楽部 White Shooting Stars                  | Bees Alive |
| 45 2017年度 | 一般の部     | 創価ルネサンスバンガード                                               | Leonardo da Vinci ～ルネサンスの眼差し～                                                                                   |
| 45 2017年度 | 特別演奏演技 | 埼玉栄中学・高等学校マーチングバンド                                   | Rise of Phoenix |
| 46 2018年度 | 高等学校の部 | 神奈川県立湘南台高等学校吹奏楽部 White Shooting Stars                  | Mantisax |
| 46 2018年度 | 一般の部     | 天理教愛町分教会吹奏楽団                                               | Princess Quest 〜剣に秘めた想い〜                                                                                          |
| 46 2018年度 | 特別演奏演技 | 創価ルネサンスバンガード                                               | pathway 明日を照らす希望の光                                                                                               |
| 47 2019年度 | 高等学校の部 | 埼玉栄中学・高等学校マーチングバンド                                   | Divine Light |
| 47 2019年度 | 一般の部     | 創価ルネサンスバンガード                                               | Grand Mountain ～魂の頂へ～                                                                                                |
| 47 2019年度 | 特別演奏演技 | 神奈川県立湘南台高等学校吹奏楽部 White Shooting Stars                  | Shooting Stars |